# Rigal Motor Company
Die Rigal Motor Company war ein französischer Hersteller von Automobilen.

## Unternehmensgeschichte
Das Unternehmen begann 1902 mit der Produktion von Automobilen. Der Markenname lautete Rigal. Es gab eine Verbindung zur British Germain Motor Car Company. Der Vertrieb in England erfolgte durch die English Motor Company, Hanover Court 3, Hanover Square in London, die auch das Oilmobile und den Lipscomb anboten. Präsentiert wurden die Fahrzeuge auf der Stanley Show 1902 und auf der Motor Show der Society of Motor Manufacturers and Traders (SMMT) vom Januar bis Februar 1903. 1903 endete die Produktion.

## Fahrzeuge
Das einzige Modell war mit einem Fahrgestell von Lacoste & Battmann ausgestattet. Für den Antrieb sorgte üblicherweise ein Einzylindermotor von De Dion-Bouton mit 6 PS Leistung. Alternativ stand ein Einbaumotor von Aster mit 7 PS Leistung zur Verfügung. Der Neupreis betrug 195 Pfund Sterling.